# Tuderna
Tuderna (Duits: Tuddern, Võro: Tudõrna) is een plaats in de Estlandse gemeente Võru vald, provincie Võrumaa. De plaats heeft de status van dorp (Estisch: küla).
De plaats lag tot in oktober 2017 in de gemeente Orava en in de provincie Põlvamaa. In die maand ging de gemeente op in de gemeente Võru vald en verhuisde ze meteen naar de provincie Võrumaa.

## Bevolking
Het dorp had 10 inwoners op 31 december 2011 en 4 inwoners op 31 december 2021.

## Ligging
Tuderna ligt aan de spoorlijn Valga - Petsjory, die sinds 2001 alleen nog voor goederenvervoer wordt gebruikt. De plaats had een station aan die spoorlijn. Voor de Tweede Wereldoorlog was de spoorbrug over de beek Tuderna oja de hoogste spoorbrug van Estland. In 1944 werd de brug door de terugtrekkende Duitse troepen vernield. Na de oorlog kwam er een spoordijk met een duiker voor in de plaats.
De rivier Piusa loopt langs de zuidgrens van het dorp. De beek Tuderna oja loopt door het dorp en komt daar uit op de Piusa.

## Geschiedenis
Tuderna werd in 1782 voor het eerst genoemd als herberg op het landgoed van Waldeck (Orava). Rond de herberg ontstond een nederzetting die zowel Tuddern als Duddern werd genoemd. De naam is waarschijnlijk afgeleid van een eigennaam.
Het buurdorp Soena maakte tussen 1977 en 1997 deel uit van Tuderna.

## Foto's

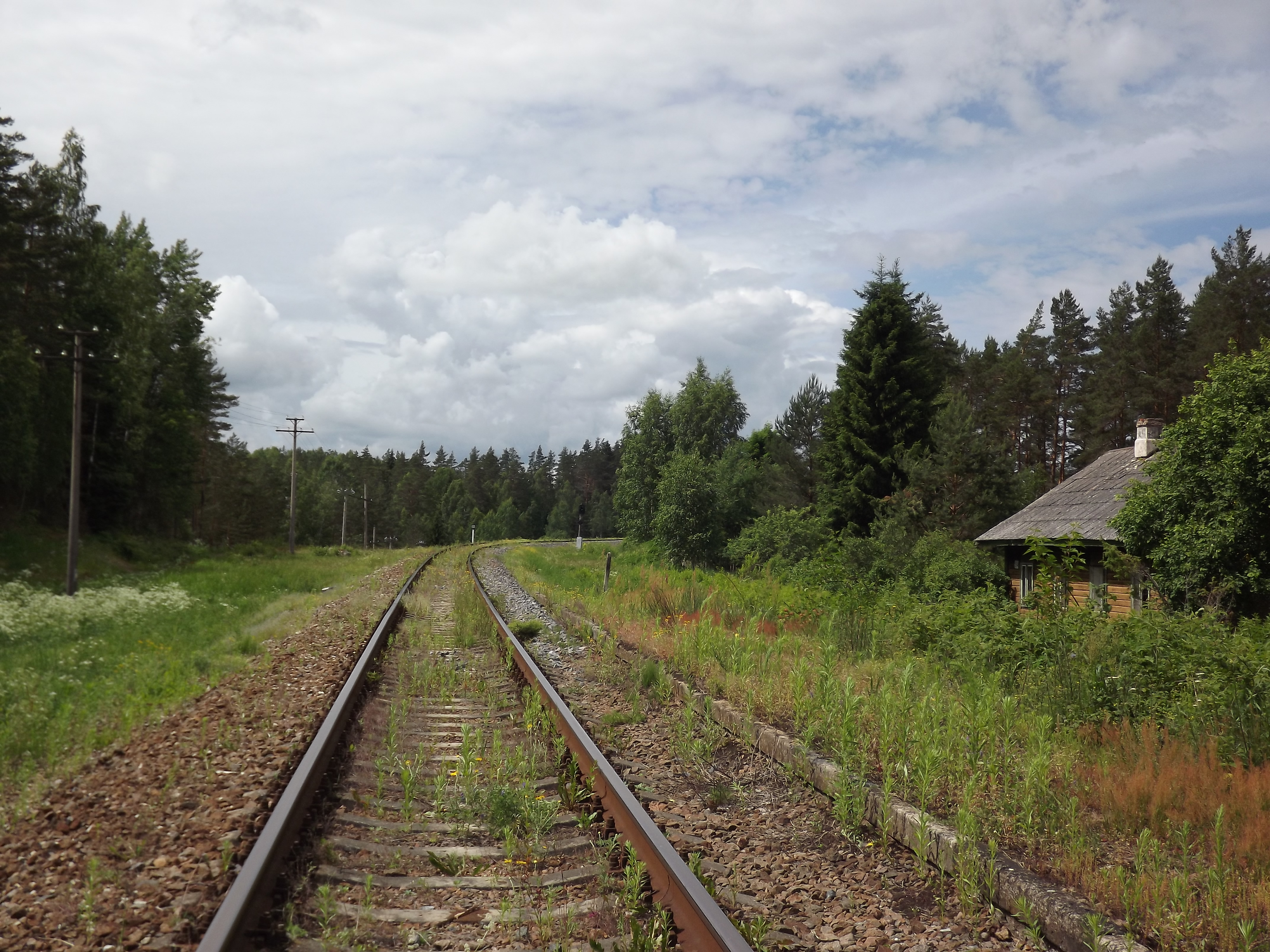
Het voormalige station
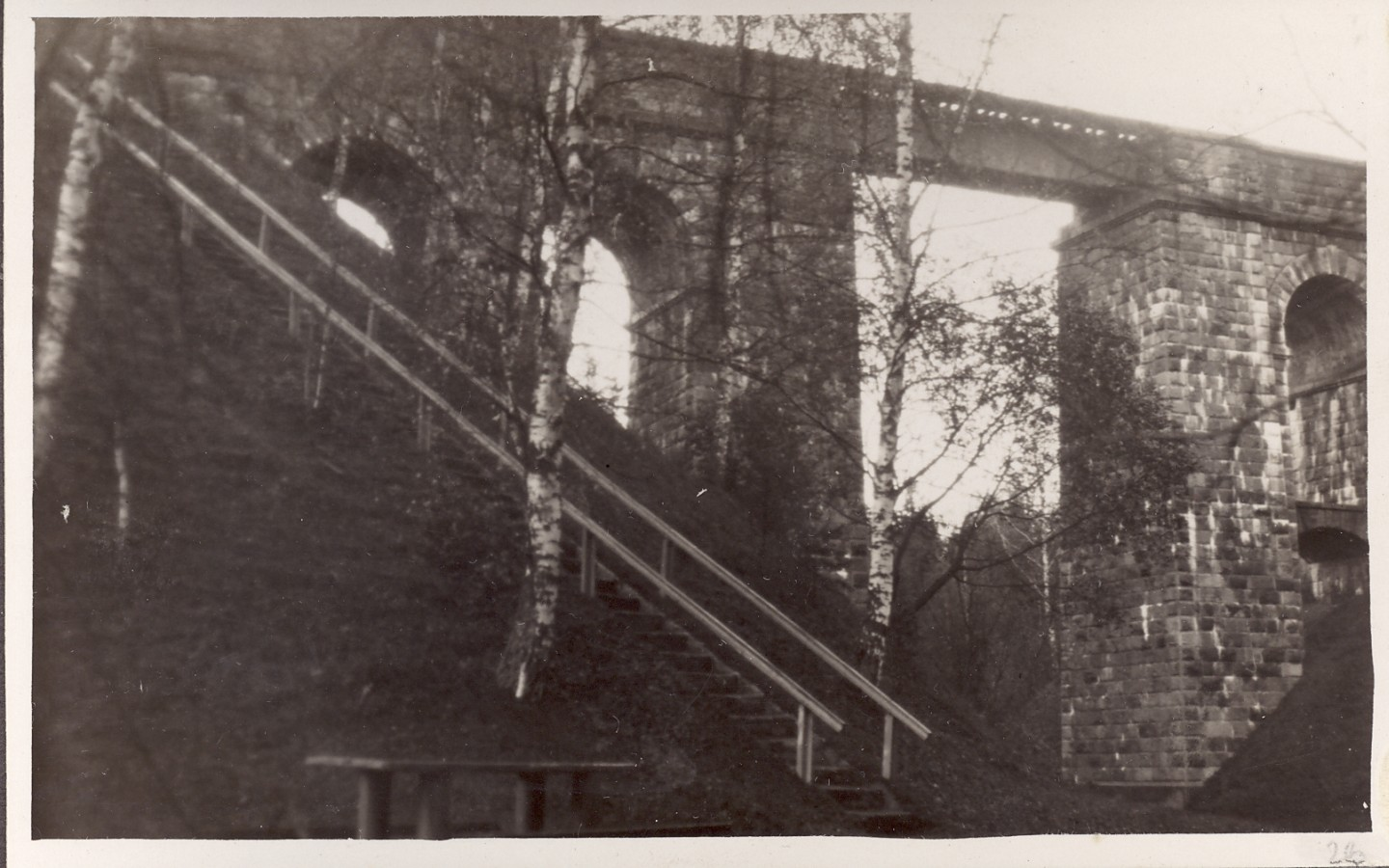
De vooroorlogse spoorbrug over de Tuderna oja
Tunneltje onder het spoor
Spoorbrug over de weg tussen Hanikase en Tamme